# Iwaniwka (hromada Hrodiwka)
Iwaniwka (ukr. Іванівка) – wieś na Ukrainie, w obwodzie donieckim, w rejonie pokrowskim, w hromadzie Hrodiwka. W 2001 liczyła 669 mieszkańców.